# Villa Thiene

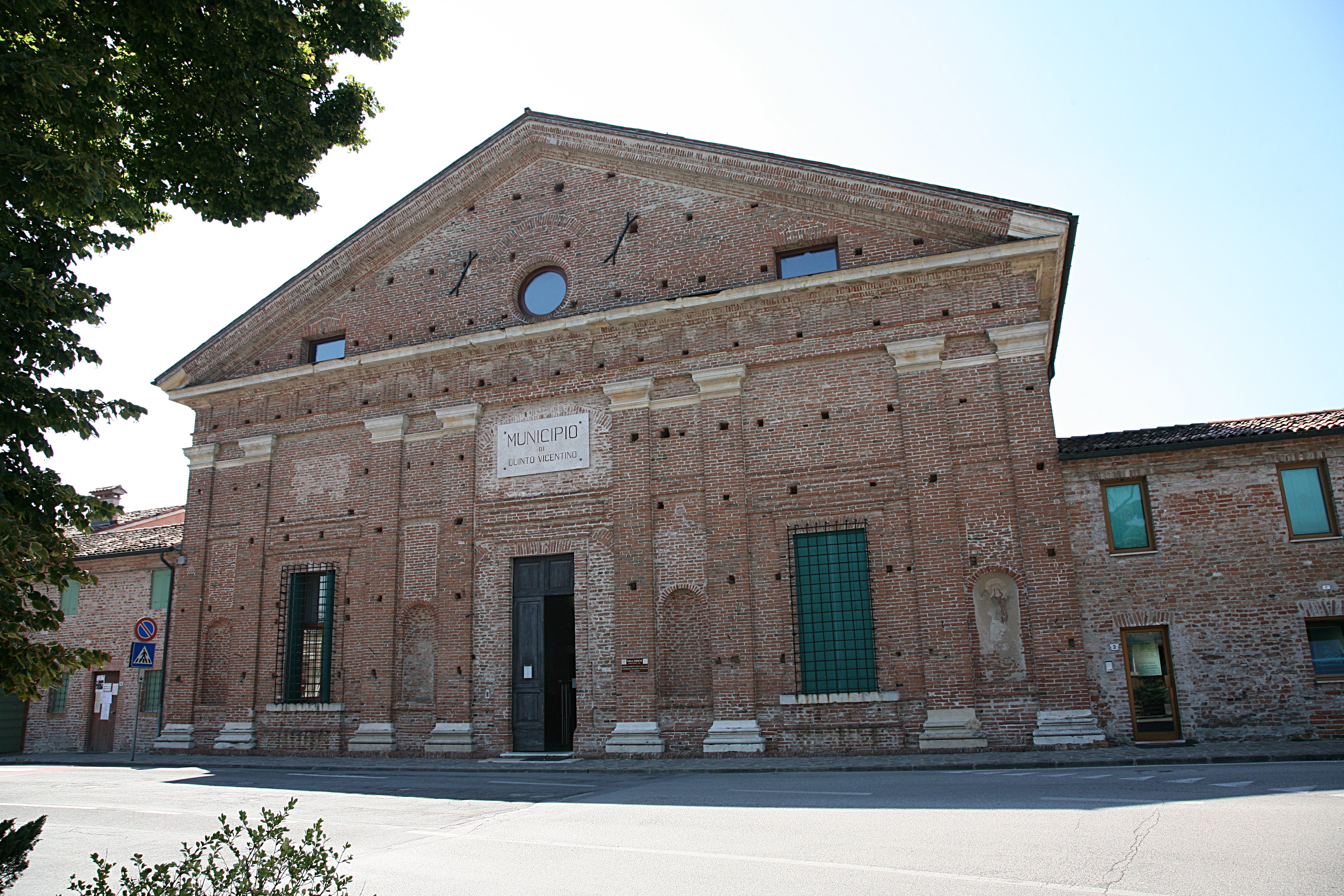
Die Nordseite zur Stadt hin

Die Villa Thiene ist eine in Quinto Vicentino bei Vicenza gelegene Villa, die von Andrea Palladio entworfen und teilweise gebaut wurde. Von dem hervorragenden Projekt, das ursprünglich sehr viel größer angelegt war, wurde nur ein zweigeschossiger Bau, vom Ursprungsplan schwer zuzuordnen, ausgeführt. Das Gebäude steht seit 1996, wie die Altstadt von Vicenza und die Villen von Palladio im Umkreis, unter Schutz als UNESCO-Weltkulturerbe.

## Auftraggeber und Baugeschichte
Auftraggeber waren die Grafen Marc'Antonio von Thiene und sein Onkel, Graf Adriano von Thiene, später der Sohn von Marc'Antonio, Ottavio von Thiene. Das venezianische Adelsgeschlecht der Thiene gehörte zu den vornehmsten Geschlechtern der Gegend um Vicenza, aus dieser Familie stammt auch der Hl. Kajetan von Thiene. Sie übernahmen sich allerdings mit diesem Bau und anderen Projekten so vollständig, dass sie sich ruinierten. Der Bau ist ein frühes Projekt von Palladio, der Auftrag erfolgte um 1540, die Bauzeit des ersten Abschnitts war etwa von 1542 bis 1545 oder 1547. Nicht einmal der Korpus des heutigen Hauses wurde – trotz Freskierungen verschiedener Künstler – in dieser Zeit wirklich vollendet. Etwa um 1740 beschlossen die Nachkommen, wenigstens diesen einen Teil vollenden zu lassen, sie wählten Francesco Muttoni, einen eng nach den Prinzipien Palladios arbeitenden Architekten. Er stellte das Gebäude fertig, wich aber dennoch erheblich von den Originalplänen ab. Es ist heute schwer zu erkennen, welche Teile nach Palladio und welche nach Muttoni erbaut wurden. Goethe besuchte die Villa Thiene am 22. September 1786.
Er erwähnt dies in der Italienischen Reise und auch, dass noch immer Bauarbeiten im Gang waren. Dass der Entwurf vom Grundriss her für Palladio eher ungewöhnlich ist, kann damit zusammenhängen, dass die Auftraggeber als Dilettanten architektonisch interessiert waren und ihre Vorstellungen umgesetzt sehen wollten. Ihre Vorbilder waren die antiken römischen Villen und Thermen. Die Ironie des Schicksals wollte es wohl, dass ausgerechnet jener Graf von Thiene, der sein eigenes Haus nicht fertigstellen konnte, im Stadtrat von Vicenza 1548/49 bei der knappen Abstimmung über den Bau einer der zwecklosesten und teuersten Bauten Vicenzas, des Palazzo della Raggione, auch Basilica Palladiana genannt, zu denjenigen Aristokraten gehörte, die Palladios Entwurf dafür befürworteten. Die Villa Thiene gehört heute der Stadt Quinto Vicentino und beherbergt einen Teil der Stadtverwaltung, kann aber während der Öffnungszeiten besucht werden.

## Palladios eigene Beschreibung des Entwurfes

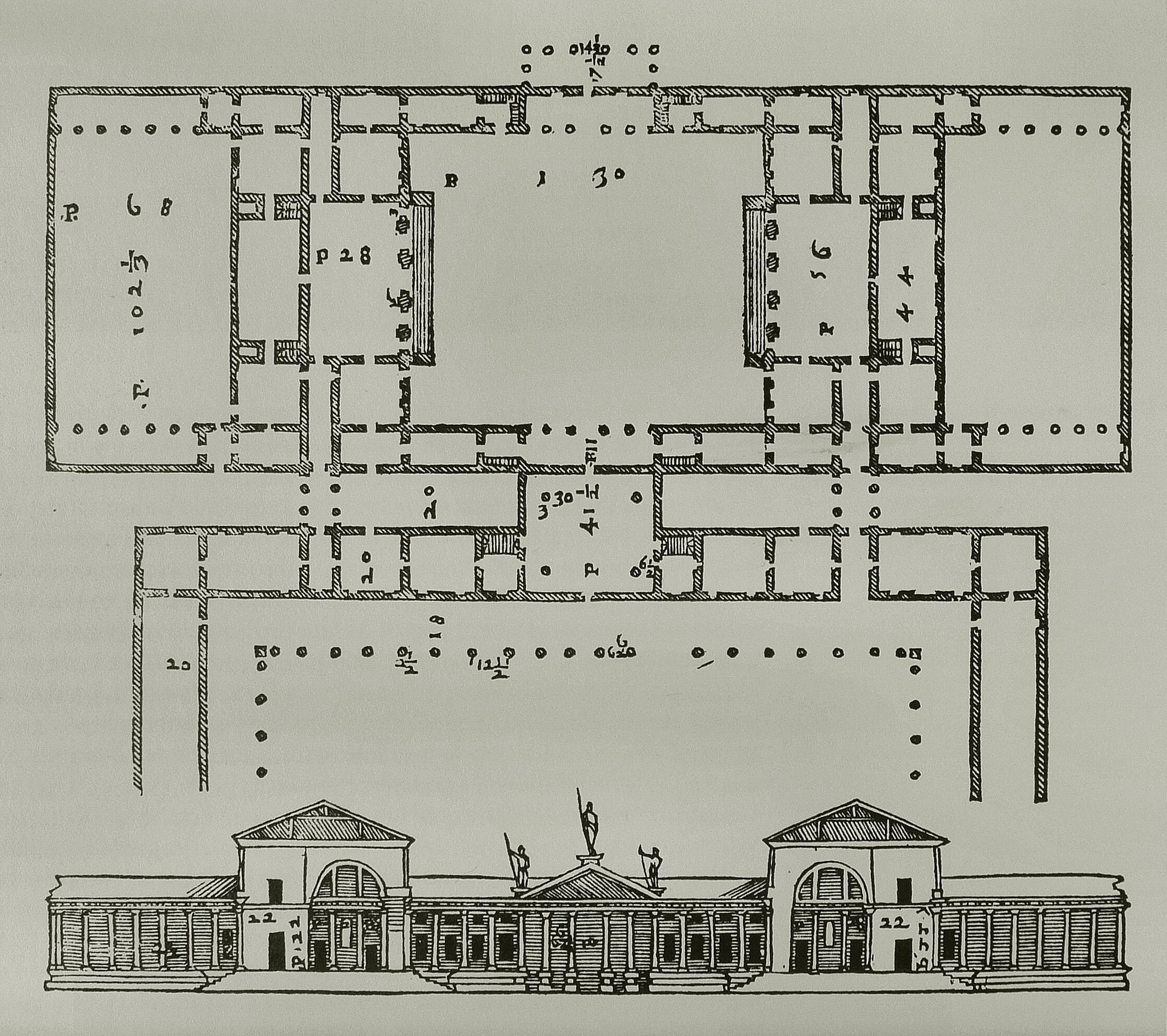
Der Entwurf in Grund- und Aufriss aus den „Vier Büchern zur Architektur“, Buch II, Kap. XIV., S. 64, Venedig 1570

Palladio hat den Entwurf in seinem berühmten Hauptwerk, I Quattro libri dell’architettura, „Die vier Bücher zur Architektur“ selbst beschrieben:
„I DISEGNI, che seguono sono della fabrica del Conte Ottaiuo Thiene à Quinto sua Villa/ Fù cominciata dalla felice memoria del Conte Marc'Antonio suo padre, e dal Conte Adriano, suo/ Zio: il sito è molto bello per hauer da una parte la Tesina, e dall'alta un ramo di detto fiume assai/ grande: Hà questo palagio una loggia dauanti la porta di ordine Dorico: per questa si passa in un’ al-/ tra loggia, e di quella in un cortile: il quale ha ne i fianchi due loggie: dall'una, e l'altra testa di queste/ loggia sono gli appartamenti delle stanze, delle quali alcune sono state ornate di pitture da Messer/ Giuoanni Indemio Vicentino huomo di bellissimo ingegno. Rincontro all'entrate si troua una/ loggia simile à quella dell'entrata, dalle quale si entra in un'Atrio di quattro colonne, e da quello nel/ cortile, il quale ha i portici die ordine Dorico, e suere per l uso di Villa. Non ui è alcuna scala princi-/ pale corrispondente à tutta la fabrica: percioche la parte di sopra non ha da seruire, se non per salua-/ robba, e per luoghi da seruitori.“
Übersetzt: „Die folgenden Zeichnungen zeigen das Gebäude des Grafen Ottavio Thiene im Quinto. Es wurde von seinem seligen Vater, dem Grafen Marc'Antonio, und seinem Onkel, dem Grafen Adriano, begonnen. Die Lage ist sehr schön, da auf der einen Seite die Tesina und auf der anderen ein ziemlich großer Nebenarm desselben Flusses vorbeiführt. Dieser Palast hat vor seinem Eingang eine Loggia von dorischer Ordnung. Durch diese gelangt man in eine weitere Loggia und durch diese in einen Hof, an dessen Seiten sich zwei Loggien befinden. Am einen und anderen Ende dieser Loggien sind die Wohnungen, deren Zimmer zum Teil von dem Maler Giovanni Indemio, einem geistvollen Mann aus Vicenza, geschmückt wurden. Gegenüber dem Eingang befindet sich eine Loggia, die der des Eingangs ähnlich ist und durch die man ein Atrium mit vier Säulen tritt. Von diesem gelangt man in einem Hof, der Säulenumgänge dorischer Ordnung besitzt und dem landwirtschaftlichen Gebrauch dient. Es gibt keine Haupttreppen, die mit dem ganzen Bau in Verbindung stehen, weshalb der obere Teil zu nichts weiterem dient, es sei denn als Raum für Vorratskammern oder als Dienstbotenwohnung.“
Zu Palladios eigener Beschreibung ist anzumerken, dass seine Schilderung des Flusses Tesina eher literarisch als Hervorhebung gemeint sein muss, da selbst unter Berücksichtigung einer Verschiebung des Flusslaufes im Lauf der Jahrhunderte eine Breite, wie geschildert, nicht möglich ist.

## Fassaden und Ausstattung

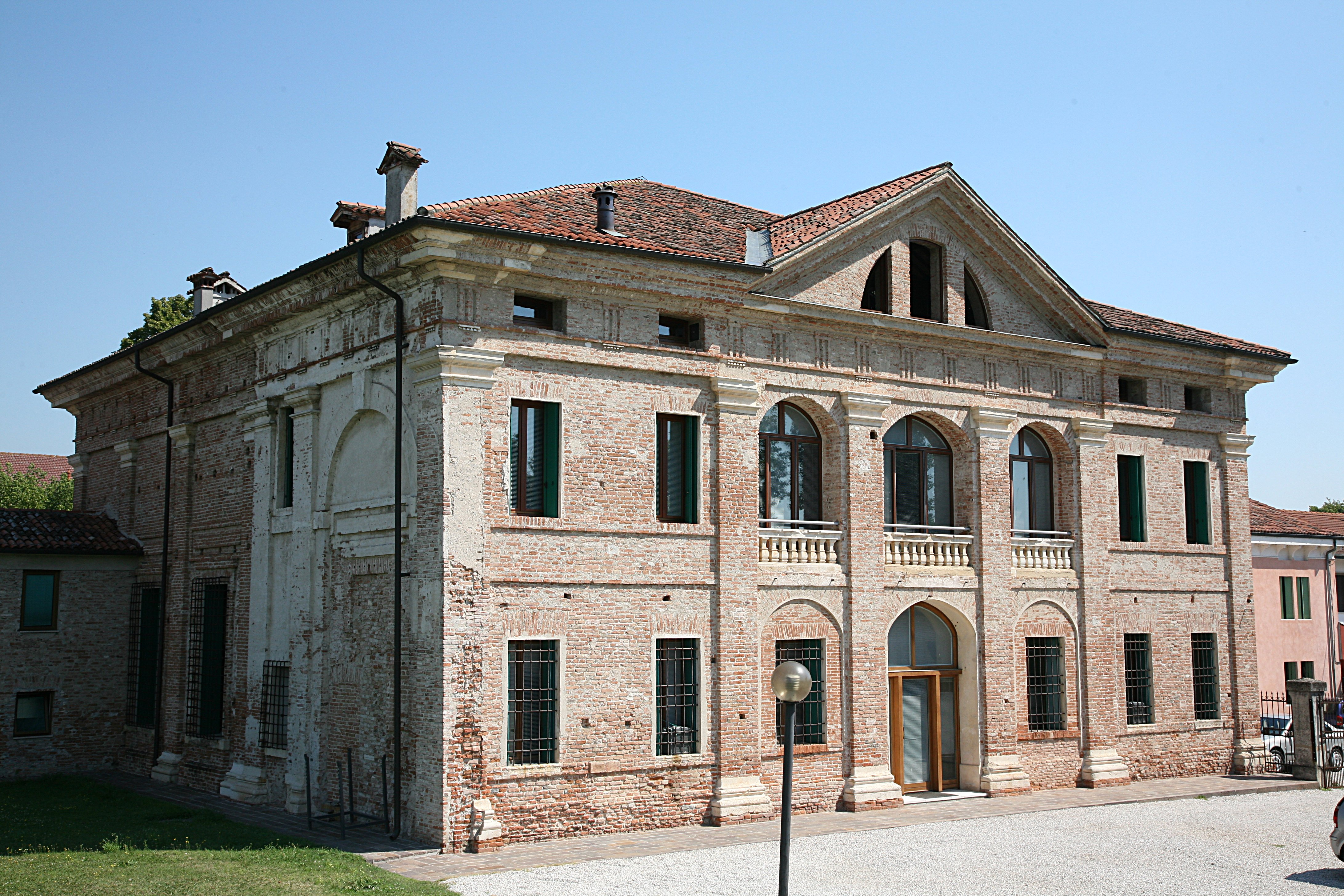
Die Südfassade zur Gartenseite, zu erkennen auf der (linken) Westseite noch ein Rest der ehemaligen Verkleidung

Die zur Stadt, genauer zur Piazza IV Novembre liegende Nordfassade ist lediglich aus Ziegelmauerwerk mit wenigen Elementen einstigen Schmuckes verziert. Unklar ist, ob die Fassade tatsächlich jemals vollständig mit Marmor, Travertin oder Stuck verkleidet war. Lediglich die Basen, die Kapitelle und ein Teil des Giebels sind tatsächlich aus Stein gearbeitet, sie folgen allerdings nicht, wie von Palladio vorgesehen, der dorischen, sondern der toskanischen Ordnung, was mit den Veränderungen im 18. Jahrhundert zusammenhängt. Tatsächlich noch der dorischen Ordnung entspricht das Gebälk über den paarweise gestellten Kolossalpilastern, da es aus Metopen und Triglyphen gebildet wird. Der schmucklose Dreiecksgiebel wird lediglich von einem Rundfenster und zwei querrechteckigen Fenstern durchbrochen. Der Aufbau der Südfassade zum Garten hin, weicht davon ab: die vier mittleren Pilaster bilden einen Mittelrisalit, die entstehenden drei Achsen des Mittelteils werden im Obergeschoss von tiefgezogenen Rundbogenfenstern mit vorgeblendeten Balustraden gegliedert. Der Giebel der Südseite entspricht Palladios Entwurf für das Obergeschoss der beiden zweistöckigen Hauptgebäude. Die Westseite enthält noch Reste einer ursprünglichen Verkleidung.
Insgesamt lässt der Bau wenig von dem erkennen, was bei Palladios Entwurf vorgesehen war. Palladio sah durchgehend Säulen, unter einem nach – für ihn typischen – antikisierenden Dreiecksgiebel mit aufsitzenden Statuen vor. Es ist allerdings auch unklar, welcher Teil von Palladios Plan mit diesem Bau umgesetzt wurde, entweder eines der beiden vorgesehenen Hauptgebäude oder möglicherweise auch nur ein landwirtschaftliches Gebäude, was deshalb möglich ist, da Palladio stets seine Architektur und seine Gebäude an die, wie hier, landwirtschaftlich intensive Nutzung einer Villa ausrichtete.
Von der Ausstattung der Villa mit Fresken, nicht nur von dem von Palladio erwähnten Giovanni de Mio, hat sich nur ein dreiteiliges Gewölbefresko erhalten. Die Villa wurde in den 1560er Jahren noch von großen Künstlern wie Paolo Veronese und Giovanni Battista Zelotti ausgestattet, davon ist nichts mehr vorhanden. Das Fresko, es stammt noch von de Mio, stellt mythologische Themen dar: eines zeigt einen Kampf zwischen Lapithen und Kentauren, das zweite ist eine Darstellung Amazonen kommen Troja zu Hilfe sowie abschließend Arbeiten des Herkules.